# Kies (Mondkrater)
Kies ist ein Einschlagkrater im Südwesten der Mondvorderseite in der Ebene des Mare Nubium, nordöstlich des Kraters Mercator und südöstlich von König.
Der Krater ist von den Laven des Mare weitgehend überflutet, so dass nur noch ein Rest des Kraterringes sichtbar ist.
| Buchstabe | Position           | Durchmesser | Link |
| --------- | ------------------ | ----------- | ---- |
| A         | 28,35° S, 22,82° W | 16 km       |      |
| B         | 28,79° S, 22° W    | 9 km        |      |
| C         | 26,08° S, 26,23° W | 5 km        |      |
| D         | 24,94° S, 18,61° W | 6 km        |      |
| E         | 28,78° S, 22,91° W | 6 km        |      |

Der Krater wurde 1935 von der IAU nach dem deutschen Astronomen Johann Kies offiziell benannt.